# Ahmed Temsah
Ahmed Temsah (tiếng Ả Rập: أحمد تمساح) (sinh ngày 12 tháng 4 năm 1986) là một cầu thủ bóng đá người Ai Cập thi đấu cho El Dakhleya, cũng như Đội tuyển bóng đá quốc gia Ai Cập.